# エリック・ショージ
エリック・ショージ（Erik Shoji, 1989年8月24日 - ）は、アメリカ合衆国の男子バレーボール選手。アメリカ代表。

## 来歴
ホノルル出身。元バレーボール選手でハワイ大学女子バレー部で監督を務めるデイブを父に、元バスケットボール選手のマリーを母にもつスポーツ一家に生まれた。兄のカウィカも同じバレーボール選手であり、アメリカ代表で活躍している。妹のコウビーもバレーボール選手である。

### クラブチーム
2012年にスタンフォード大学を卒業。同年、ドイツブンデスリーガのCV Mitteldeutschlandへ入団し、プロとしてのキャリアをスタートさせる。2013/14シーズンはオーストリアのHypo Tirol Innsbruckと契約し、リーグ優勝を果たした。2014年、ドイツブンデスリーガのBerlin Recycling Volleysへ移籍した。2014/15シーズンのリーグで準優勝し、自身はベストレシーバー賞を受賞した。2015/16シーズンはリーグとCEVカップで優勝を果たした。2016/17シーズンはロシアリーグのLokomotiv Novosibirskでプレーし、ロシアリーグでベストリベロ賞を受賞した。2017/18シーズンはイタリアセリエA1のTop Volley Cisternaでプレーした。2018年、ロシアリーグのFakel Novy Urengoyへ移籍し3年間在籍した。2018/19シーズンのロシアリーグ、ロシアカップ、世界クラブ選手権で3位となった。2021/22シーズンはポーランドリーグのGrupa Azoty ZAKSA Kędzierzyn-Koźleと契約した。2021//22シーズンのポーランドリーグで優勝、欧州チャンピオンズリーグでは金メダルを獲得した。

### 代表チーム
2009年、アンダーカテゴリーの代表としてU-21世界選手権に出場した。2013年にシニアのアメリカ代表に初選出された。同年のグラチャンではベストディガー部門1位となる活躍をみせた。2014年、ワールドリーグでは金メダルを獲得した。2015年、ワールドカップで金メダルを獲得し、自身もベストリベロ賞を受賞した。2016年、リオデジャネイロ五輪では銅メダルを獲得し自身もベストアウトサイドヒッター賞を受賞した。2018年にイタリアで開催された世界選手権では銅メダルを獲得した。2019年、ネーションズリーグでは銀メダルを獲得し、自身もベストリベロ賞を受賞した。同年10月に日本で開催されたワールドカップでは銅メダルを獲得した。2021年、東京2020オリンピックに出場した。

## 人物
2025年6月にクィアであることを公表した。

## 球歴
- オリンピック - 2016年、2021年、2024年
- 世界選手権 - 2014年、2018年
- ワールドカップ - 2015年、2019年
- グラチャン - 2013年、2017年
- ネーションズリーグ - 2018年、2019年、2021年、2022年
- ワールドリーグ - 2013年、2014年、2015年、2016年、2017年

## 受賞歴
- 2007年 - U-19世界選手権 ベストディガー
- 2015年 - 2014/15ドイツブンデスリーガ ベストレシーバー
- 2015年 - ワールドカップ ベストリベロ
- 2017年 - 2016/17ロシアリーグ ベストリベロ
- 2019年 - ネーションズリーグ ベストリベロ
- 2022年 - 2021/22欧州チャンピオンズリーグ ベストリベロ

## 所属クラブ
- スタンフォード大学
- CV Mitteldeutschland（2012-2013年）
- Hypo Tirol Innsbruck（2013-2014年）
- ベルリン・リサイクリング・バレーズ（2014-2016年）
- Lokomotiv Novosibirsk（2016-2017年）
- Top Volley Cisterna（2017-2018年）
- Fakel Novy Urengoy（2018-2021年）
- Grupa Azoty ZAKSA Kędzierzyn-Koźle（2021-2025年）
- アセコ・レソヴィア・ジェシュフ（2025年-）